# 尤泽比氏菌属
尤泽比氏菌属（学名：Euzebya），也译作厄泽比氏菌属，是尤泽比氏菌科下的一个属。

## 下属物种
本属包括以下物种：
- 粉红色厄泽比氏菌 Euzebya rosea
- 橘色菌 Euzebya tangerina Kurahashi et al., 2010